# Cellula staminale adulta

Divisione delle cellule staminali. A - le cellule staminali; B - cellule progenitrici; C - cellula differenziata;
1 - divisione simmetrica delle cellule staminali; 2 - divisione asimmetrica delle cellule staminali; 3 - divisione progenitore; 4 - terminale di differenziazione

Una cellula staminale adulta è una cellula staminale presente in molti tipi di tessuti, capace di produrre delle cellule di ricambio per mantenere in condizioni ottimali e fisiologiche il sistema.
Queste cellule staminali adulte sono state scoperte anche in tessuti che si pensava che fossero composti da una popolazione cellulare stabile. Nel marzo del 2000, un gruppo di ricerca statunitense è riuscito ad isolare delle cellule staminali nel tessuto nervoso del cervello nella zona dell'ippocampo. Questa è stata una scoperta sorprendente poiché fino ad allora si pensava che il cervello non avesse la capacità di rimpiazzare i neuroni che si perdono con i normali processi di invecchiamento o per malattie.
Per quanto riguarda il meccanismo di mantenimento dei tessuti è ancora non molto conosciuto: si sa che la cellula staminale adulta dà origine a due cellule con un meccanismo di divisione asimmetrica, dove una cellula manterrà le caratteristiche della cellula madre e l'altra darà origine alla cellula adulta differenziata migrando nel luogo del tessuto che ne ha bisogno.
Inoltre molti studi hanno dimostrato che le cellule staminali adulte sono in grado di dar luogo ad altri organi che derivano dallo stesso foglietto germinativo (capacità germinativa intergerminale) e addirittura a tessuti di altri foglietti germinativi (capacità germinativa transgerminale).
Dalle ultime ricerche si sta scoprendo che le cellule staminali che operano durante lo sviluppo embrionale si conservano, almeno in parte, durante tutto il corso della vita di un organismo.

## Riprogrammazione delle cellule staminali adulte
Per far fronte ai problemi etici dovuti all'utilizzo e alla produzione delle cellule staminali embrionali totipotenti, un gruppo di ricerca giapponese è riuscito a riprogrammare una cellula staminale adulta per farla avvicinare molto alle caratteristiche di una cellula totipotente, chiamate cellule staminali pluripotenti indotte (iPS).
Si ipotizza di utilizzare in futuro le cellule staminali per cercare di produrre organi a fini di trapianto, ma le ricerche scientifiche realizzate finora sono troppo lontane dalla realizzazione.
L'utilizzo di cellule staminali in tessuti danneggiati da malattie o traumi ha prodotto alcuni esiti positivi; ad esempio l'uso di staminali del midollo osseo per la cura di alcuni tumori leucemici (trapianto di cellule staminali ematopoietiche). 

## Presunte applicazioni cliniche e mancanza di regolamentazione
L'attenzione dei ricercatori è focalizzata anche su eventuali futuri utilizzi a scopo clinico per altre patologie, per le quali le staminali potrebbero avere un potenziale d'uso, anche se al momento tali sviluppi sono ancora sostanzialmente lontani dalla pratica clinica.
Alcuni trattamenti "sperimentali" basati sulle staminali, a volte presentati con toni enfatici ma senza che a questi corrisponda in realtà una solida evidenza scientifica, hanno spesso fatto leva sulla disperazione e le false speranze dei pazienti, e creato il business dei "viaggi della speranza" in diversi paesi del mondo, in cui sono sorte delle "cliniche private" che operano spesso fuori dalle regolamentazioni e dalle buone prassi cliniche internazionali.
L'ISSCR (la principale Società scientifica internazionale per la ricerca sulle cellule staminali) ha quindi emesso specifiche linee-guida per la ricerca e l'applicazione clinica in merito, mettendo fortemente in guardia i pazienti rispetto alla frequente presentazione di risultati volutamente esagerati e senza alcun fondamento reale nell'ambito di tali presunte "terapie", spesso accompagnate anche dall'omissione dei rischi relativi:
("Troppo spesso, al mondo, dei clinici disonesti speculano sulle speranze dei pazienti, proponendo terapie con staminali prive di riscontri oggettivi, tipicamente in cambio di grandi somme di denaro, e senza fondamento scientifico, senza controlli indipendenti, senza protezione del paziente".)